# Centre international Lumen Vitae
Le Centre international Lumen Vitae, autrement connu sous le nom de Centre international d'études de la formation religieuse (CIEFR), est un institut de documentation, d’enseignement et de recherches sur la formation religieuse. Fondé à Bruxelles en 1946, le Centre, depuis 1957, donne une formation de niveau supérieur et universitaire. 
Son Institut international (1961) a été affilié depuis 1968 à l’Université catholique de Louvain pour l'obtention de la licence puis du diplôme spécialisé en catéchèse et pastorale. Le Centre est aujourd'hui en convention avec la faculté de théologie de la KUL (Katholiek Universiteit Leuven) pour l'obtention du Master of Theology and Religious Studies. Le Centre international Lumen Vitae est une œuvre jésuite.

## Histoire

### Origines et débuts
Alors que se développe la missiologie, tournée plutôt vers les pays de nouvelle chrétienté, en Europe, la formation religieuse ne se satisfait plus du catéchisme paroissial traditionnel. En 1935, à Louvain, des jésuites étudiants en théologie créent un  centre documentaire catéchétique qui met à la disposition du public des manuels scolaires et des ouvrages de recherches dans le domaine de l’enseignement de la religion.
Le mouvement reprend après la guerre avec la création de la revue Lumen Vitae (1946) et le déménagement du centre, qui s’établit à Bruxelles. Le père jésuite Georges Delcuve en est le responsable : il le restera 30 ans et est considéré comme le fondateur de l’institut. En 1954 le centre s’installe au 184 rue Washington, à Ixelles, Bruxelles. Il y restera jusqu'en 2016.
En 1956 le père Delcuve organise à Anvers un congrès international sur le thème Catéchèse pour notre temps. Le succès est considérable : 450 personnes y participent. Le congrès conduit au lancement de l’Année catéchétique internationale (1957-1958) qui attire 47 étudiants provenant de tous les continents. Trois ans plus tard, Lumen Vitae ouvre ses portes comme institution académique (1961).

### Vatican II et la théologie de la libération
Le message de Vatican II est particulièrement bien reçu à Lumen Vitae. La présence de nombreux étudiants d’Amérique latine fait que l’on s’y intéresse à la théologie de la libération qui s’y développe. L’esprit nouveau de Vatican II permet à l’institut de devenir un important carrefour intercontinental d’échanges entre les nouvelles et anciennes théologies : Afrique, Asie, Amérique Latine et Amérique du Nord. Cela crée cependant des tensions. La suspension d’un professeur salésien, le père Girardi, accusé d’être trop marxiste dans son enseignement, ouvre une crise. L’institut est fermé pendant un an (1975-1976).

### Nouveau départ
Réouverture en 1976. L’objectif n’a pas changé : promouvoir une annonce de l’évangile mieux adaptée à la culture contemporaine, et empreinte de justice sociale. La pédagogie change cependant. Les étudiants étant majoritairement des adultes déjà engagés dans le travail pastoral, les examens sont remplacés par une méthode alliant séminaires et travail personnel supervisé.
À partir de 1986, et inspiré par les orientations données par les Congrégations générales de la Compagnie de Jésus, l'Institut amplifie les dimensions d’inculturation de la foi et de dialogue inter-religieux dans la formation religieuse générale. Nul aujourd’hui ne peut vivre sa foi en s’isolant des autres traditions religieuses. En 1996, une convention signée avec l’université de Louvain permettait à Lumen Vitae
d’octroyer un diplôme d’études spécialisées en catéchèse et pastorale (2 ans). Aujourd'hui, c'est la faculté de théologie de la KUL (Katholiek Universiteit Leuven) qui reconnaît ce diplôme spécialisé sous le titre de «Master of Theology and Religious Studies.»
Depuis 2004, Lumen Vitae s'est investi dans le domaine de la formation et de la documentation à distance par son site Lumen online.

## D'hier à aujourd’hui
Le Centre Lumen Vitae, jusqu'en 2014, était constitué de quatre départements :
- Les éditions Lumen Vitae publiaient des manuels de catéchèse et des livres religieux. Elles publiaient Lumen Vitae, une revue trimestrielle internationale de catéchèse et de pastorale.
- La bibliothèque du Centre.
- L'École supérieure de catéchèse, qui formait pour la Belgique des catéchistes de paroisses, des professeurs de religion et des animateurs pastoraux.
- L'Institut international de catéchèse et de pastorale, permettant d'obtenir, en deux ans, un graduat en catéchèse et pastorale ou un diplôme spécialisé en catéchèse et pastorale conféré conjointement, d'abord, par la faculté de théologie de l'Université de Louvain à Louvain-la Neuve et, depuis 2005, par la faculté de théologie de la KUL (Katholiek Universiteit Leuven) sous le titre de Master of Theologie and Religious studies.

En 2014, le Centre a entamé une restructuration profonde : tout d'abord, dès cette année-là, les éditions et la revue Lumen Vitae ont été intégrées dans un nouvel ensemble éditorial : les Éditions jésuites, dont le siège s'est établi à Namur puis, en 2019, à Bruxelles. En juin 2015, l'École supérieure de catéchèse Lumen vitae  a passé le flambeau à une nouvelle institution sous la responsabilité du diocèse de Malines-Bruxelles, La Pierre d'angle, pour la formation des professeurs de religion. En juin 2016, l'Institut international Lumen Vitae de catéchèse et de pastorale a déménagé à Namur, sur le campus de l'université de Namur fondée par les jésuites.

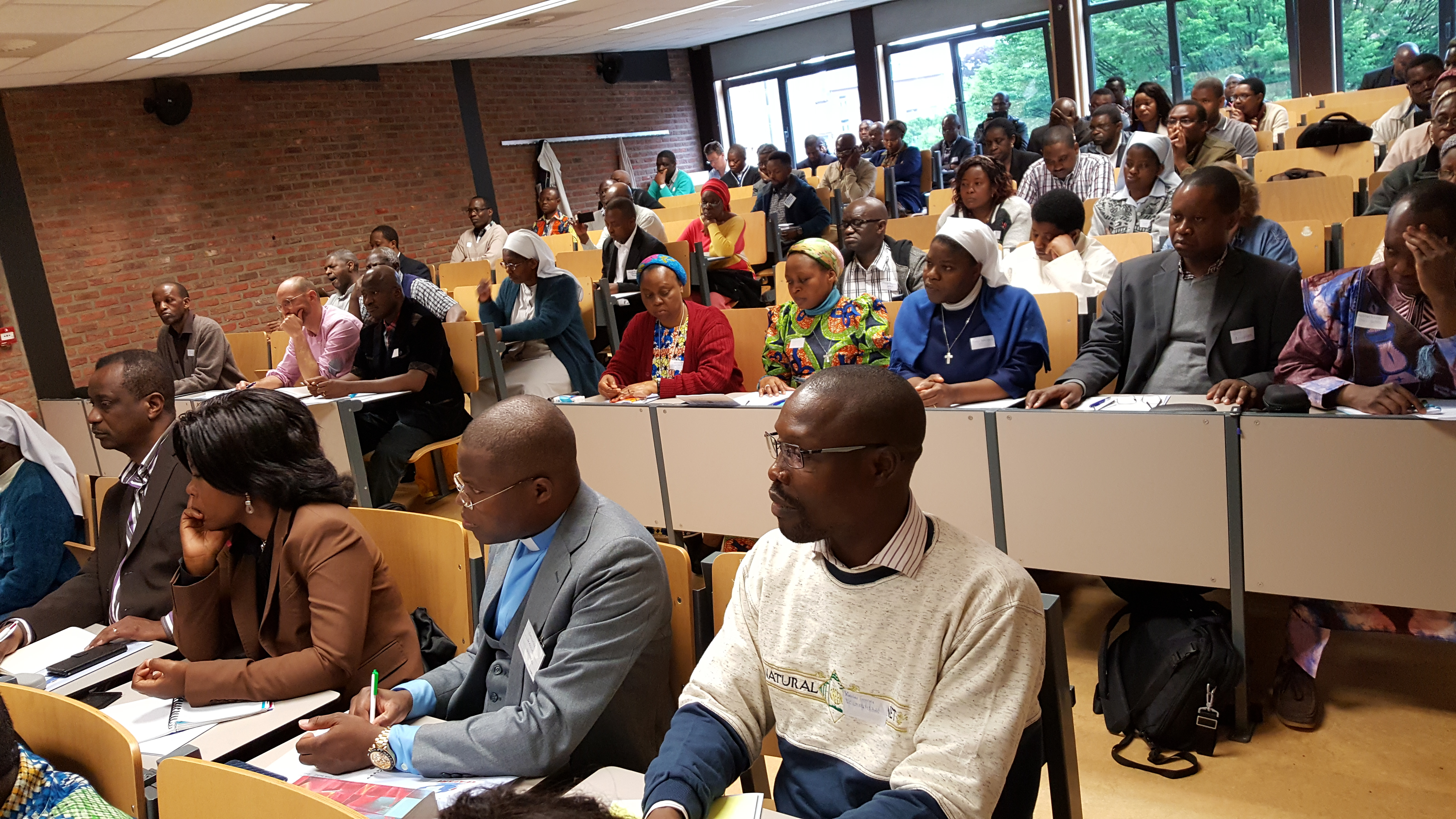
Etudiants de Lumen Vitae

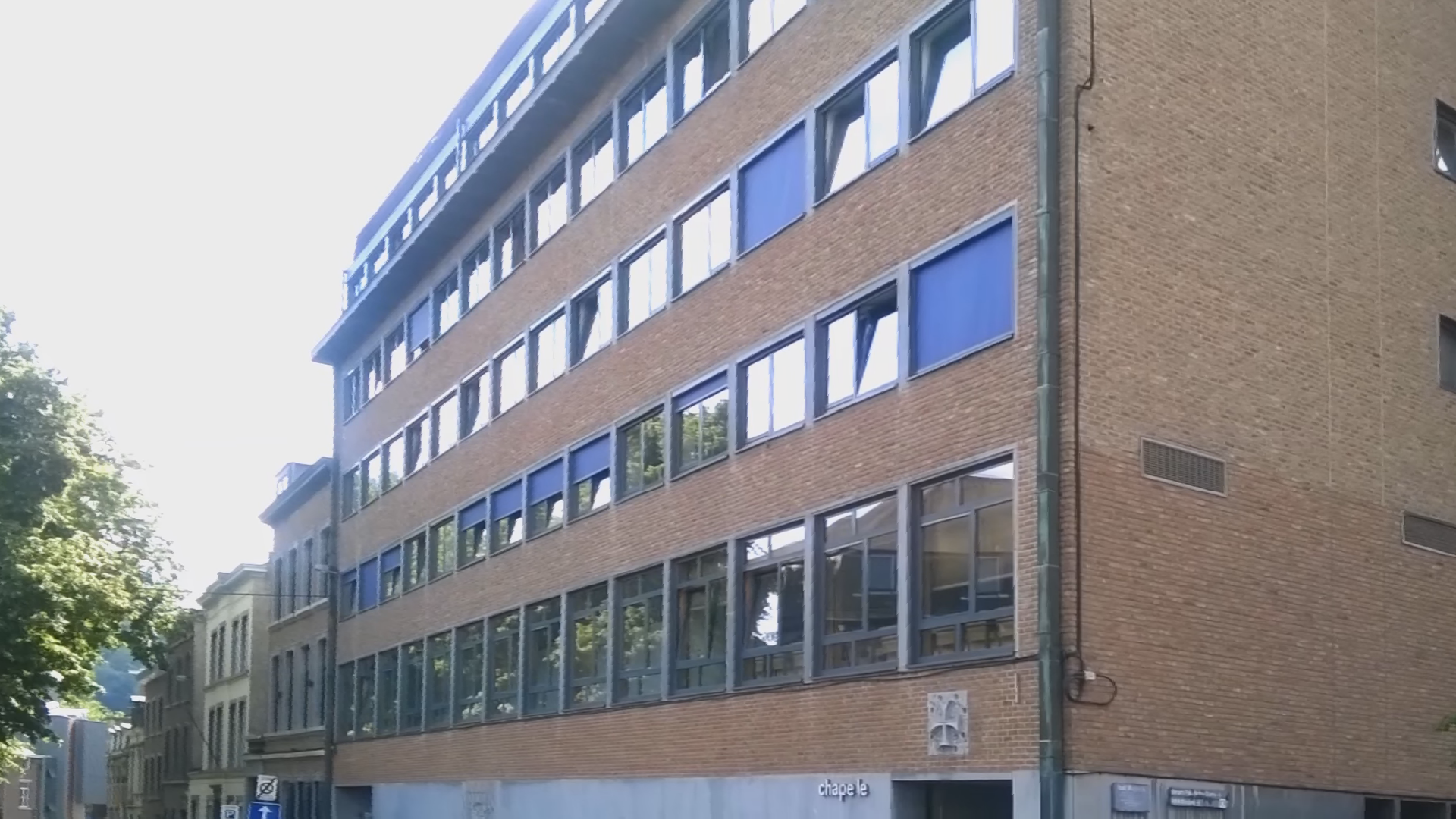
Lumen Vitae à Namur, 4/1, rue Grafé

Le Centre Lumen Vitae, ainsi restructuré, poursuit aujourd'hui son œuvre de recherche, de formation et de publication dans un nouvel environnement géographique et institutionnel. La formation proposée permet d'obtenir en deux ans :
- un diplôme spécialisé en catéchèse et pastorale (conféré conjointement par la faculté de théologie de Leuven sous le titre de Master of Theology and Religious studies
- un graduat en théologie pratique.

## L'activité éditoriale
La maison d'édition Lumen Vitae a fusionné avec les maisons Lessius et Fidélité pour former les Éditions jésuites. Les trois marques continuent cependant de publier sous leurs noms respectifs.